# ジロラモ・サヴォナローラ

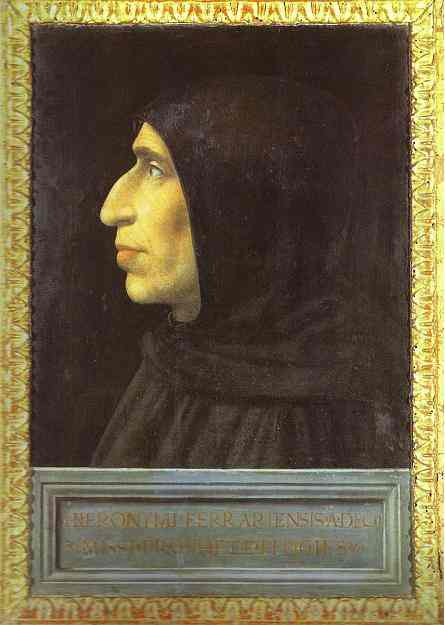
フラ・バルトロメオによる『ジローラモ・サヴォナローラの肖像』（1498年頃、サン・マルコ美術館）

ジローラモ・サヴォナローラ (Girolamo Savonarola, 1452年9月21日 - 1498年5月23日) は、フェラーラ生まれのドミニコ会修道士。フィレンツェで神権政治を行った。宗教改革の先駆と評価されることもある。

## 生涯

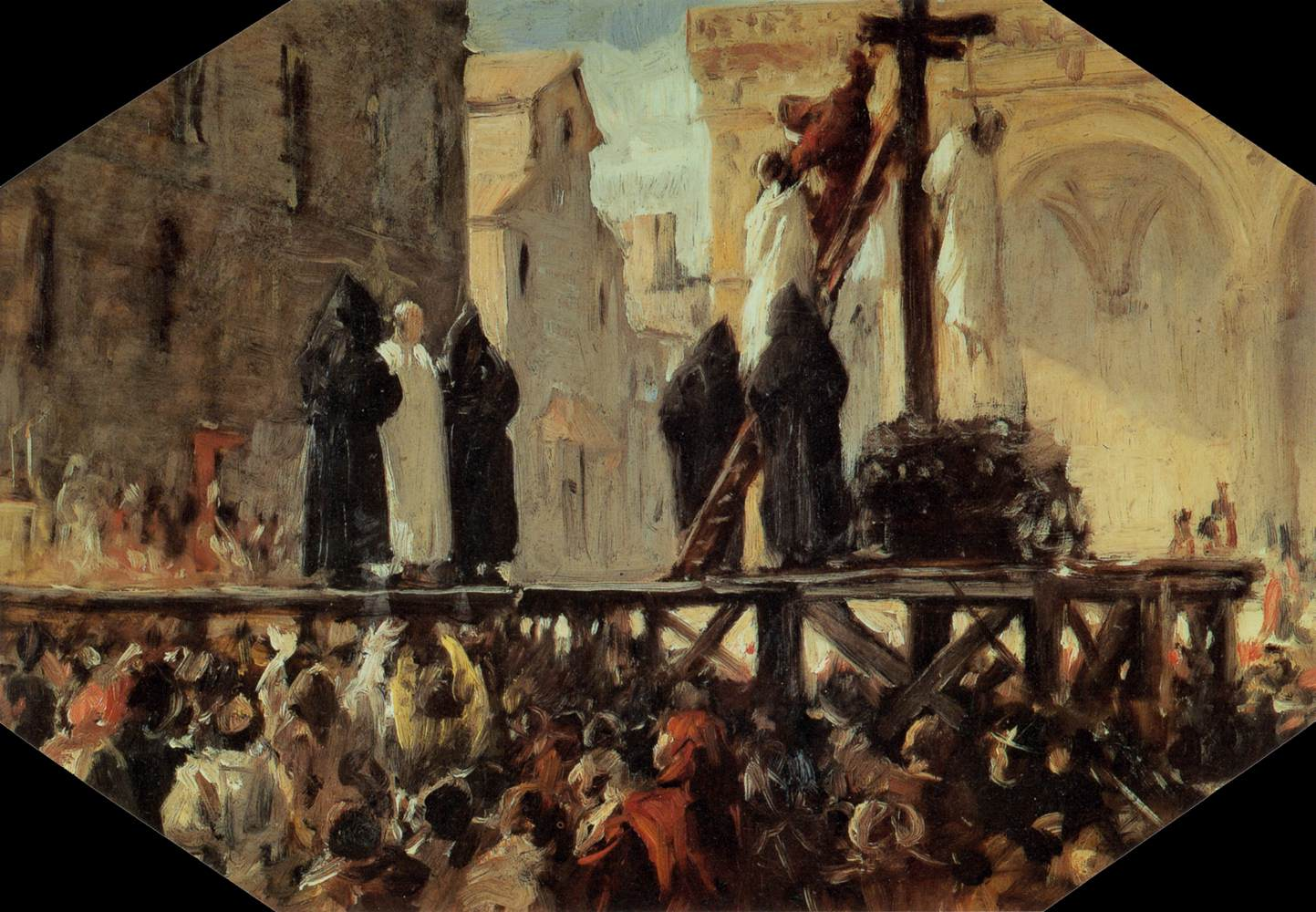
ステファノ・ウッシ『サヴォナローラの焚刑』

サヴォナローラは1452年9月21日、フェラーラの中流階級に生まれた。彼の祖父は著名な内科医兼博学者で、叔父のミケーレ・サヴォナローラは占星術師として知られる人物であった。父の意向で祖父の跡を継ぐためにフェラーラ大学に入学し、芸術学の学位を取得して医学校に進学する準備をする。しかしファエンツァで聞いた説教の影響で、父の家を捨てて22歳の時にボローニャにてドミニコ会に入信し、修道士となる。1482年にフィレンツェのサン・マルコ修道院に転任し、後に修道院長となる。説教壇から激烈な言葉でフィレンツェの腐敗ぶりやメディチ家による実質的な独裁体制を批判し、信仰に立ち返るよう訴え、市民を感激させた。サヴォナローラが広く民衆の支持を集めることができた背景として、その著作がフィレンツェの印刷業者たちに次々と印刷されていったという印刷技術の影響も指摘されている。信奉者は次第に増え、メディチ家当主のロレンツォ・デ・メディチも、死の間際（1492年）にサヴォナローラを招いて罪を告白したと言われている（捏造ともいわれる）。
1494年、フランス王シャルル8世がイタリアへ侵攻してくると、サボナローラが侵攻を予言していたということで信望が高まる。メディチ家はフランスへの対応を誤ったことからフィレンツェを追放され、サヴォナローラが共和国の政治顧問となって政治への影響力を強めた。これ以降、神権政治が行われることになった。
1497年2月7日、シニョリーア広場で、博打の道具、化粧品、華美な衣服、卑猥な書物などをに集めて焼却する「虚栄の焼却」が行われた。画家サンドロ・ボッティチェッリも彼の影響を受けて華美な絵を書くのを止めてしまった。同年、サヴォナローラは、教会の改革を主張して教皇アレクサンデル6世（ロドリーゴ・ボルジア）と対立し破門される。禁欲的なサヴォナローラの姿勢に対してフィレンツェの民衆の不満も高まり、民心も次第に離れていった。
1498年、対立するフランチェスコ会修道士から、預言者なら火の中を歩いても焼けないはずだとして「火の試練」の挑戦を受けた。しかし、4月7日の決闘当日、フランチェスコ会側が怖気づいたために火の試練の対決は実施されなかった。サヴォナローラに奇跡を期待していた民衆は、これに大いに失望し、暴徒と化してサン・マルコ修道院に押し寄せた。4月8日、共和国がサヴォナローラを拘束した。彼は激しい拷問を受けた。5月23日、教皇庁の審問官による裁判の結果、異端の罪により、弟子のドメニコとシルヴェストロと共に絞首刑ののち火刑に処された。
彼の最後の言葉は「わが主は、わがすべての罪のために死にたもうた。私はこの貧しき生命を喜んで彼に献ぐべきではないだろうか」であった。
遺骨はアルノ川に投げ捨てられた。
のちに、フィレンツェでは共和制のシンボルとしてミケランジェロの代表作、ダビデ像が造られる（1504年）。1512年にはスペイン軍の軍事的支援を受けたメディチ家がフィレンツェに復帰する。こうした社会の混乱でフィレンツェ社会の活力は失われ、ルネサンスは終息に向かっていった。

## 評価
ヨーロッパの先進地であり、ルネサンスの中心地であったフィレンツェでサヴォナローラが熱狂的に支持された理由として、
1. シャルル8世のイタリア侵入 (1494年) を預言して的中したとフィレンツェ市民に信じられたこと。
2. シャルル8世がメディチ家追放に大きな役割を演じ、さらにサヴォナローラの要請によりフランス軍がフィレンツェから撤退してからは、サヴォナローラの背後にフランス国王の支持があることが感じられ、フィレンツェの悲願であるピサ征服のためにフランス国王の尽力を得る期待が市民の一部にはあった。
3. フランチェスコ・ヴァローリのような平民派と協調し、ヴァローリもまた自派を強化するために、サヴォナローラを積極的に利用した。

などが、ランケの『サヴォナローラと十五世紀末フィレンツェ共和制』の中であげられている。政治から距離をおこうとしたが巻きこまれ、その中で反教皇・ヨーロッパ諸国の君主による一般宗教会議の招集という構想が芽生えたともランケは述べている。

## 遺産
彼はウィクリフ、ヤン・フスとともに宗教改革の先駆者と見なされる。宗教改革者ルターは、「その時、反キリストは、この偉大な人物の記憶が消え去り、また呪われることを願った。しかしながら、見よ、彼は生きており、その記憶は祝福されている」と言った。

### サン・マルコ美術館に残る遺品
フィレンツェのサン・マルコ美術館は、かつてドミニコ会の修道院だった。サン・マルコ美術館2階奥、南側の回廊の突き当たりには、「サヴォナローラの小部屋」として知られる3つの小部屋がある。最初の部屋は礼拝堂で、1701年、サヴォナローラの信奉者であったフラ・バルトロメオの作品が飾られた。礼拝堂の天井には、1701年に描かれたアレッサンドロ・ゲラルディーニによる「栄光のシエナのカタリナ」を描いたフレスコ画が飾られた。現在、フレスコ画は取り外され、出入り口の上に設置されている。

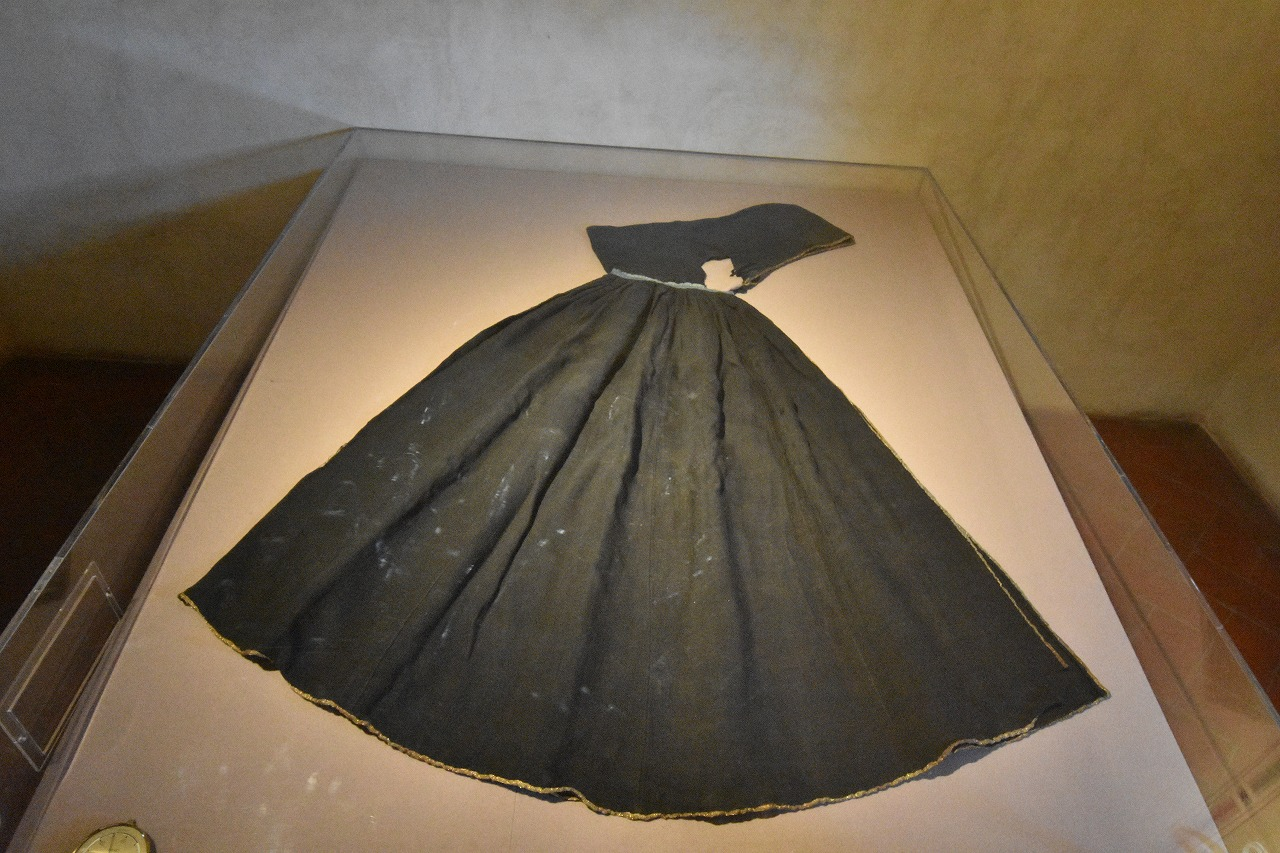
サヴォナローラのマント

また、サヴォナローラの遺品も展示されている。現在、確実にサヴォナローラの遺品と断定することは難しいが、伝統的に彼の所有物とされてきた黒いウールのドミニコ会のマントが展示されている。このマントは、画家のヴィンチェンツォ・ダンディーニを含むさまざまな人物の所有物となった後、1685年にジャチント・マリア・マルミによってサン・マルコ修道院に寄贈された。マントの下端から欠けている小さな部分は、1891年にビルビク学院の礎石の設置を記念し、聖遺物として取り外されエルサレムに送られた。

## 著書
- 説教(1495年) 神愛兄弟会会則(1497年)沢田和夫訳.宗教改革著作集 第13巻 (カトリック改革).教文館,1994.4.
- 『ルネサンス・フィレンツェ統治論―説教と論文』須藤祐孝編訳 無限社,1998年
- 『クリスト信徒の質素な生き方』
- 『天啓大要』
- 『〈出家〉をめぐる詩と手紙―ルネサンス・イタリアにおける〈政治的〉修道士の胎動―』須藤祐孝編訳　フィリッポ・ミニーニ(協力) 無限社,2010年